# (3603) Gajdušek
(3603) Gajdušek es un asteroide perteneciente al cinturón de asteroides, descubierto el 5 de septiembre de 1981 por Ladislav Brožek desde el Observatorio Kleť, České Budějovice, República Checa.

## Designación y nombre
Designado provisionalmente como 1981 RM. Fue nombrado Gajdušek en honor al óptico checo Vilém Gajdušek.